# Mims
Sean Mims (Washington Heights, Manhattan, Nueva York, 22 de marzo de 1981) es un rapero estadounidense de ascendientes jamaicanos. Tras su exitoso sencillo "This Is Why I'm Hot", finalmente firmó por EMI/Capitol Records. 
Su primer álbum es Music Is My Savior, lanzado en 2007.

## Sencillos
| Año  | Canción               | U.S. Hot 100 | U.S. R&B | U.S. Rap | UK Singles Chart | ALE | FRA | AUS | Álbum              |
| ---- | --------------------- | ------------ | -------- | -------- | ---------------- | --- | --- | --- | ------------------ |
| 2007 | "This Is Why I'm Hot" | 1            | 2        | 1        | 18               | 55  | 45  | 30  | Music Is My Savior |
| 2007 | "Like This"           | 32           | 54       | 11       |                  |     |     |     | Music Is My Savior |
| 2007 | "I Did You Wrong"     |              |          |          |                  |     |     |     | Music Is My Savior |